# Мексиканський світанок
Мексиканський світанок (англ. Mexican Sunrise) — американський трилер 2007 року.

## Сюжет
Хлопець на ім'я Райан збирається одружитися. Його друзі вирішують влаштувати на честь цієї події вечірку у мексиканському містечку поряд з кордоном. Хлопці ненароком перейшли дорогу місцевому наркобарону і тепер не всім судилося дожити до світанку.

## У ролях
| Актор             | Роль               |
| ----------------- | ------------------ |
| Арманд Ассанте    | Сальвідар          |
| Джордан Белфі     | Райан              |
| Вільям Грегорі Лі | Віл                |
| Рід Фреріхс       | Дерек              |
| Том Тартамелла    | Шейн               |
| Дрю Павелл        | Тіндол             |
| Ерінн Еллісон     | офіціантка         |
| Єсенія Гарсія     | офіціантка         |
| Ніколь Граф       | Еллісон            |
| Хуліо Леаль       | Едвін              |
| Майк Мальдонадо   | старий мексиканець |
| Кей Ніколс        | мати Райана        |
| Кінг Орба         | Пако               |
| Піт О. Партіда    | Чуло               |